# Can Reglà
Can Reglà és una masia de Sant Mori (Alt Empordà) inclosa a l'Inventari del Patrimoni Arquitectònic de Catalunya.
Són tres viven des.

## Descripció
Situat al sud del nucli urbà de la població de Sant Mori, a escassa distància, a la zona coneguda com el Camp d'en Palet.
Edifici aïllat de planta rectangular envoltat d'un gran jardí delimitat amb tanca. Està format per dos grans habitatges idèntics, units per un cos annex. Cada un dels habitatges consta de dos cossos rectangulars, amb les cobertes de dues vessants i distribuïts en planta baixa i dos pisos. A la part posterior presenten un porxo adossat a la cantonada, de dues ales. La part destacable de l'edifici és la façana principal. Presenta un gran porxo la planta baixa d'arcs rebaixats, sostinguts amb pilastres quadrades. Al primer pis, les obertures són de la mateixa tipologia, combinades amb balcons exempts amb els finestrals de sortida de mig punt. Aquests últims es repeteixen a la segona planta.
La construcció està arrebossada i pintada.